# 五泉山
36°02′06″N 103°49′18″E / 36.03500°N 103.82167°E

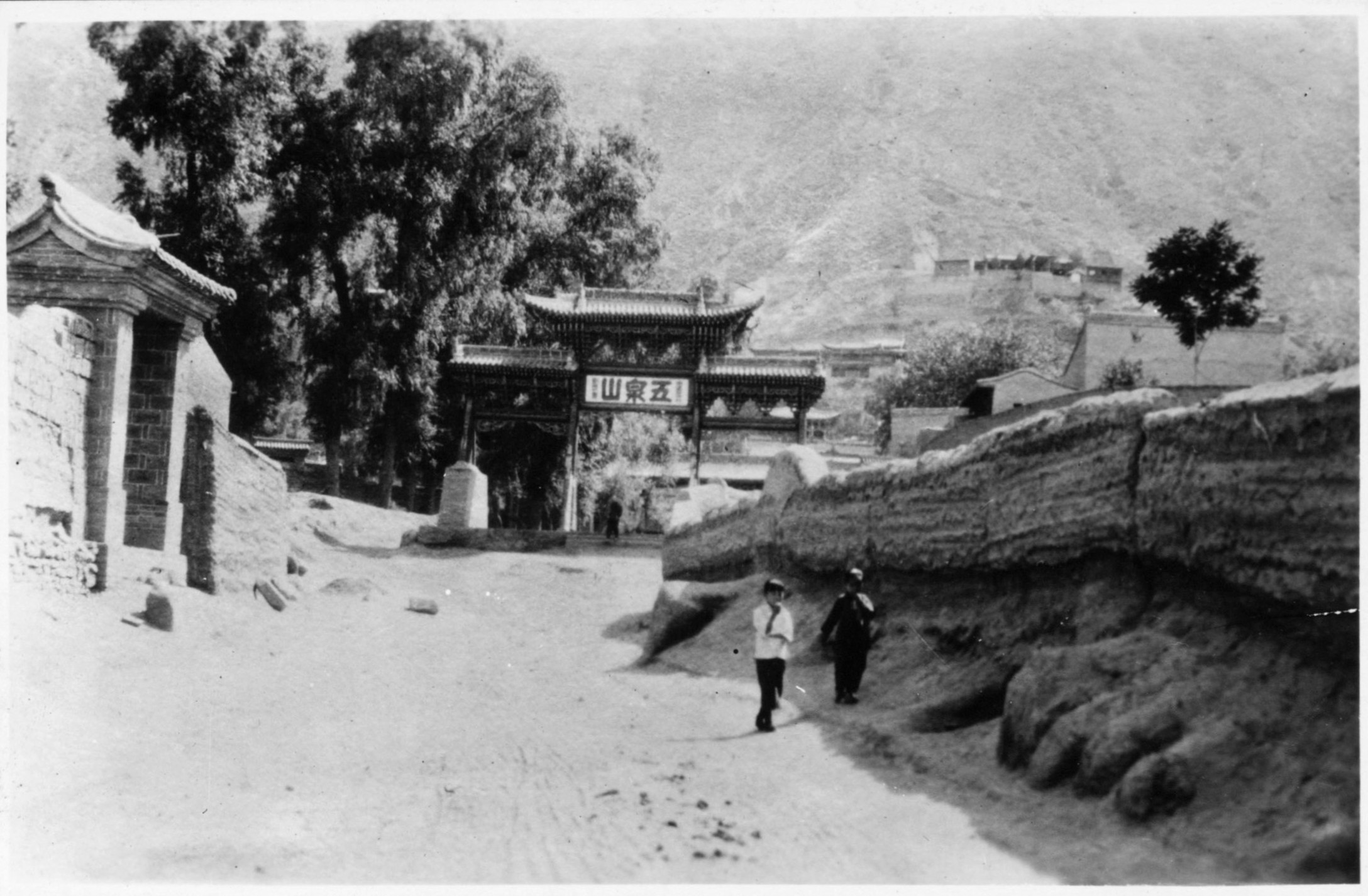
1930年代

五泉山位于中国甘肃省兰州市南，地处皋兰山北麓，建有五泉山公园，是国家AAAA级景区。五泉山平均海拔约1600余米。因山区内有“甘露”、“掬月”、“摸子”、“蒙”、“惠”五口天然泉口而得名“五泉山”。山上有诸多寺院楼阁，其中有十余座明清时期的建筑，如崇庆寺、金刚殿等。1955年被开辟为公园。每年农历四月初八，园内举办一年一度的庙会。
五泉山建筑群2013年被列为第七批全国重点文物保护单位。